# Pero albomacularia
Pero albomacularia là một loài bướm đêm trong họ Geometridae.